# Benjamin Hawkins

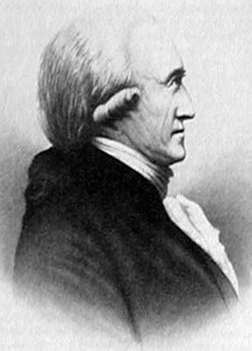
Benjamin Hawkins

Benjamin Hawkins, född 15 augusti 1754 i Granville County (numera Warren County), North Carolina, död 6 juni 1816 i Crawford County, Georgia, var en amerikansk politiker. Han var ledamot av kontinentala kongressen 1781-1783 och 1787. Han representerade North Carolina i USA:s senat 1789-1795.
Hawkins studerade vid College of New Jersey (numera Princeton University). Han hade lärt sig franska och i början av amerikanska revolutionskriget avbröt han sina studier på George Washingtons begäran för att arbeta som tolk i generalens stab.
Hawkins förhandlade år 1785 med cherokeser och muskogeeindianer. Hawkins och Samuel Johnston valdes till de två första senatorerna för North Carolina i USA:s senat. Hawkins var i första kongressen en anhängare av Washingtons regering men bytte sedan sida och blev en av Washingtons motståndare. Efter sin tid i senaten arbetade han som indianagent.
Hawkins County i Tennessee har fått sitt namn efter Benjamin Hawkins.